# Ichijinsha
Ichijinsha (株式会社一迅社 Kabushiki kaisha Ichijinsha?) es una editorial japonesa encargada de publicar revistas y libros sobre el manga. La compañía fue fundada en agosto de 1992 como una empresa anónima, bajo el nombre de «Studio DNA», cuyo objetivo principal era publicar manga demográfico shōnen. En enero de 1998, Studio DNA se convirtió en una empresa pública, limitándose a editorializar las revistas y libros. En diciembre de 2001, la editorial se estableció con el nombre de «Issaisha», que comenzó a trabajar con el manga demográfico shōjo en la revista Gekkan Comic Zero Sum. En marzo de 2005, Studio DNA y Issaisha se fusionaron, convirtiéndose en la actual empresa «Ichijinsha».

## Revistas publicadas
- Chara Mel
- Comic Rex
- Comic Yuri Hime
  - Comic Yuri Hime S
- Manga 4-koma Kings Palette
- Gekkan Comic Zero Sum
  - Comic Zero Sum Zōkan Ward